# Phillip Van Dyke
Phillip Glenn Van Dyke (* 13. Juni 1984 in San Francisco) ist ein US-amerikanischer Schauspieler und Synchronsprecher.

## Biografie
Van Dyke wuchs in Marin County, Kalifornien auf. Seine Schauspielkarriere startete er mit einem Werbespot für eine Fastfoodkette. Danach hatte er in vielen bekannten Serien Gastauftritte und wurde insgesamt viermal für einen Young Artist Award nominiert (zweimal davon als Synchronsprecher, zweimal als Schauspieler) sowie für zwei YoungStar Awards.
Seine bekannteste Rolle als Synchronsprecher ist die in der Serie Hey Arnold, wo er für 88 Episoden die Hauptfigur Arnold sprach.
Van Dyke spielte außerdem in Halloweentown und dessen Fortsetzung mit sowie die Hauptrolle der kurzlebigen Serie Was geht, Noah?. 
Er ist der Cousin der Schauspielerin Krystal Benn und der Bruder der Schauspielerin Sandee Van Dyke.

## Filmografie
- 1993: Family Album
- 1994: Sie kannte ihren Killer (Someone She Knows)
- 1994: The Fantastic Four
- 1995: Ich töte den Mörder meiner Frau (The Return of Hunter)
- 1995: The Home Court
- 1997: 20.000 Meilen unter dem Meer (20,000 Leagues Under the Sea)
- 1997: Hetzjagd durch die Rocky Mountains (The Ticket)
- 1997: Invisible Mom
- 1998: Timmy und das Geheimnis von Nimh (The Secret of NIMH 2: Timmy to the Rescue),  Synchronstimme
- 1998: Halloween Town – Meine Oma ist ’ne Hexe (Halloweentown)
- 1998: Hotel del Sol
- 1998: Safety Patrol! – Mit Sicherheit ins Chaos
- 1998: Tom Sawyer (The Modern Adventures of Tom Sawyer)
- 1999: Bartok der Großartige (Bartok the Magnificent), Synchronstimme
- 1999: The First Gentleman
- 2000: Was geht, Noah? (Noah Knows Best)
- 2000: The Innocents Mission
- 2001: Halloweentown II (Halloweentown II: Kalabar's Revenge)
- 2002: No Prom for Cindy

### Gastauftritte
- 1994/1995: Eine starke Familie (Step by Step), Folgen 3.14 und 4.20
- 1994: Die Abenteuer des Brisco County jr. (The Adventures of Brisco County Jr.), Folge 1.21
- 1994: Picket Fences – Tatort Gartenzaun, Folge 2.21
- 1995: Baywatch – Die Rettungsschwimmer von Malibu, Folge 5.17
- 1996: Sliders – Das Tor in eine fremde Dimension, Folge 3.04
- 1996: Dr. Quinn – Ärztin aus Leidenschaft (Dr. Quinn, Medicine Woman), Folge 5.11
- 1998: Batman und Robin (The New Batman Adventures), Folge 2.06
- 2003: Boston Public, Folgen 3.09, 3.11 und 3.20
- 2003: Gilmore Girls, Folge 3.13
- 2003: Without a Trace – Spurlos verschwunden, Folge 1.16
- 2003: New York Cops – NYPD Blue, Folge 11.01